# فاليريوس رومولس
فاليريوس رومولوس ( بالأنجليزي: Valerius Romulus ) كان ابن القيصر ماكسينتيوس وفاليريا ماكسيميلا، ابنة الإمبراطور غاليريوس. كان أيضًا حفيد الأمبراطور مكسيميانوس الذي توفي قبل.

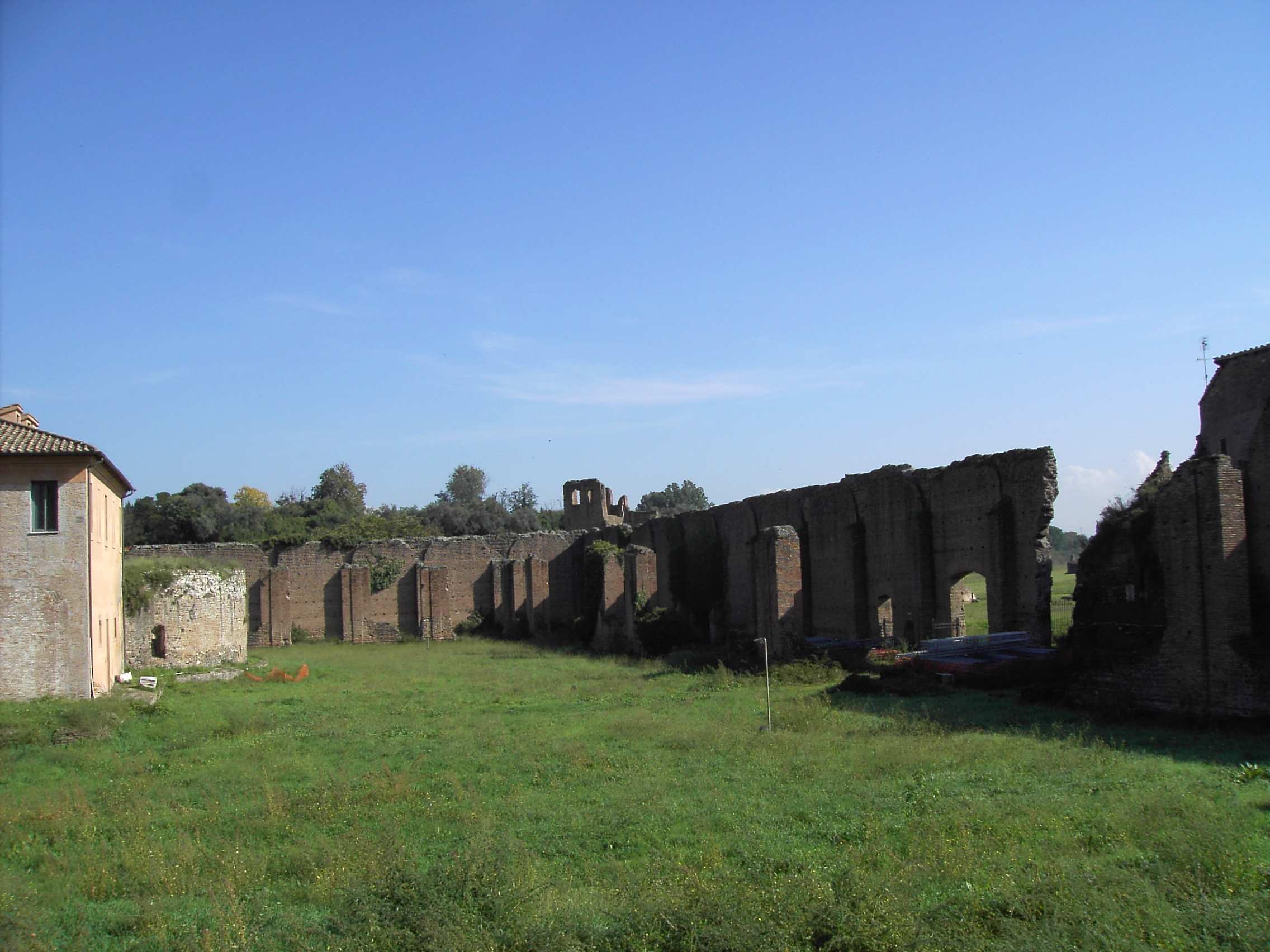
قبر رومولوس على طول طريق أبيا.

حمل فاليريوس لقب clarissimus puer في شبابه. كان القنصل مع والده في 308 و 309 ؛ حقيقة أن ماكسينتيوس كان القنصل الوحيد لعام 310 يشير إلى أن فاليريوس توفي عام 309. تم دفنه في قبر على طول فيا أبيا .  بعد وفاته، كرس والده معبد له المنتدى الروماني. كما تم إصدار سلسلة من العملات التذكارية باسمه تظهر ضريحًا مقببًا بأحد الأبواب موارجًا ونسرًا في الأعلى. 
| المناصب السياسية                                                             | المناصب السياسية                                                                 | المناصب السياسية                              |
| ---------------------------------------------------------------------------- | -------------------------------------------------------------------------------- | --------------------------------------------- |
| سبقه مكسيميانوس, قسطنطين العظيم, فاليريوس سيفيروس, ماكسيمينوس دايا, غاليريوس | قنصل روماني 308-309 مع مكسنتيوس, ديوكلتيانوس, غاليريوس, ليسينيوس, قسطنطين العظيم | تبعه تايتس اندرونكس, بومبيوس بروبوس, مكسنتيوس |

## اقرأ أيضا
- يوتروبيا